# 福雷拉福利
福雷拉福利（法語：Forêt-la-Folie，法語發音：[fɔʁɛ la fɔli]）是法国厄尔省的一个旧市镇，位于该省东部，属于莱桑德利区。2016年1月1日，福雷拉福利和相邻的另外13个市镇合并为新市镇埃普特河畔韦克桑（Vexin-sur-Epte）。

## 地理
福雷拉福利（49°13'26"N, 1°31'40"E）面积11.02 平方千米，位于法国诺曼底大区厄尔省，该省份为法国北部内陆省份，北起滨海塞纳省，西接奧恩省和卡爾瓦多斯省，南至厄尔-卢瓦省，东临瓦兹省、瓦兹河谷省和伊夫林省。
与福雷拉福利接壤的市镇（或旧市镇、城区）包括：吉斯尼耶、吉特里、阿尔康西、韦克桑地区梅济耶尔、穆夫莱讷。

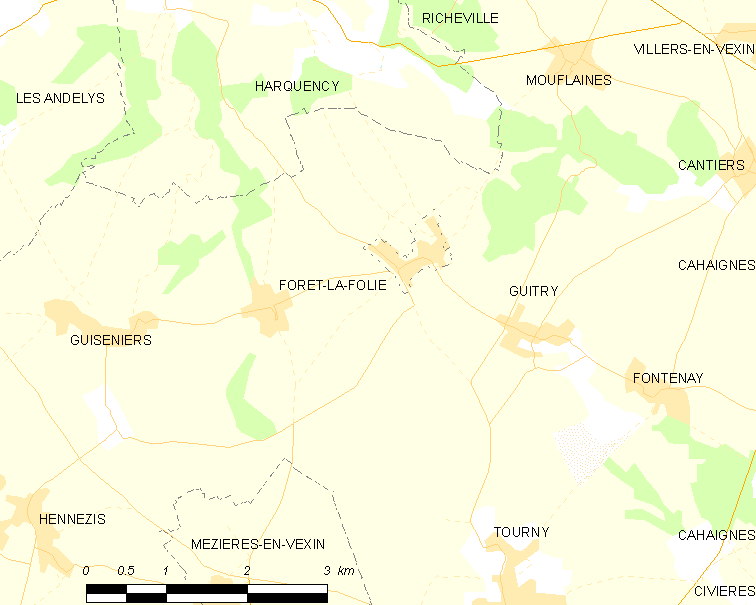
福雷拉福利的OSM定位图

福雷拉福利的时区为UTC+01:00、UTC+02:00（夏令时）。

## 行政
福雷拉福利的邮政编码为27510，INSEE市镇编码为27257。

## 政治
福雷拉福利所属的省级选区为莱桑德利县。

## 人口

1962-2008年间福雷拉福利人口变化图示

福雷拉福利于2018年1月1日时的人口数量为485人。